# Vojlovica (Csacsince)
Vojlovica falu Horvátországban Verőce-Drávamente megyében. Közigazgatásilag Csacsincéhez tartozik.

## Fekvése
Verőcétől légvonalban 43, közúton 48 km-re délkeletre, községközpontjától 3 km-re nyugatra Szlavónia középső részén, a Drávamenti-síkságon, a Vojlovica-patak partján fekszik.

## Története
A település a 20. század elején keletkezett, 1910-ben 9 lakosa volt. 1910-ben a népszámlálás adatai szerint lakosságának 67%-a magyar, 33%-a horvát anyanyelvű volt. Verőce vármegye Nekcsei járásának része volt. Az első világháború után 1918-ban az új szerb-horvát-szlovén állam, majd később (1929-ben) Jugoszlávia része lett. 1991-ben lakosságának 67%-a horvát, 17%-a jugoszláv, 6%-a szerb nemzetiségű volt. 2011-ben 18 lakosa volt.

## Lakossága
| Lakosság változása | Lakosság változása | Lakosság változása | Lakosság változása | Lakosság változása | Lakosság változása | Lakosság változása | Lakosság változása | Lakosság változása | Lakosság változása | Lakosság változása | Lakosság változása | Lakosság változása | Lakosság változása | Lakosság változása | Lakosság változása |
| ------------------ | ------------------ | ------------------ | ------------------ | ------------------ | ------------------ | ------------------ | ------------------ | ------------------ | ------------------ | ------------------ | ------------------ | ------------------ | ------------------ | ------------------ | ------------------ |
| 1857               | 1869               | 1880               | 1890               | 1900               | 1910               | 1921               | 1931               | 1948               | 1953               | 1961               | 1971               | 1981               | 1991               | 2001               | 2011               |
| 0                  | 0                  | 0                  | 0                  | 0                  | 9                  | 97                 | 25                 | 0                  | 58                 | 40                 | 32                 | 7                  | 18                 | 15                 | 18                 |

(1910-től településrészként, 1953-tól önálló településként.)